# Hyundai DQ-7
Hyundai DQ-7 — автобус малого класса южнокорейской компании Hyundai Motors, серийно выпускаемый с 1973 по 1981 год. Вытеснен с конвейера моделью Hyundai Chorus.
Автобус использовался на городских и пригородных маршрутах. Имеет одну модификацию: D0710.
К окончанию производства было выпущено 2874 экземпляра.

## История
Первый автобус Hyundai DQ-7 был представлен в 1973 году. Серийно модель производилась с апреля 1977 года.
Конкурентом автобуса являлся Kia AM. В декабре 1981 года автобус был снят с производства.
8 марта 1988 года производство автобуса Hyundai DQ-7 было возобновлено. Автобус производился на шасси Hyundai Bison. Конкурентом являлся Kia Combi.
1 декабря 1994 года автобус прошёл фейслифтинг. Производство завершилось в 1995 году.